# Dante Sica
Dante Enrique Sica (La Plata, 4 de septiembre de 1957) es un economista argentino. Fue ministro de Producción y Trabajo de la Argentina, secretario de Industria, Comercio y Minería de la Nación y fundador de la consultora Abeceb.

## Biografía
Dante Sica creció en el partido de La Plata, provincia de Buenos Aires Estudió en la Universidad Nacional de La Plata (UNLP).participó del Movimiento de Unidad Estudiantil de Ciencias Económicas (MUECE). Se graduó como Contador Público en 1985 y Licenciado en Economía en 1986.En 1991, fundó el Centro de Estudios Bonaerense (CEB)
En 2003 fundó la consultora en economía Abeceb, que opera en Argentina y América Latina. Fue coordinador del Ciclo sobre Coyuntura Económica Argentina en el Instituto para el Desarrollo Empresarial Argentino (IDEA)

## Trayectoria política

### Gobierno de la Provincia de Buenos Aires
En 1988, Dante Sica trabajo para el Gobierno de la Provincia de Buenos Aires  En 1993 fue Director Provincial de Programación de la Inversión, Subsecretaría de Programación y Desarrollo del Ministerio de Economía de la Provincia de Buenos Aires. Municipalidad de La Plata

### Gobierno nacional
En 1996, es designado en la Secretaría de Industria, Comercio y Minería de la Nación, como Coordinador Nacional de la Pequeña y Mediana Empresa. Entre 1998 y 1999, fue jefe de gabinete de la Secretaría de Industria, Comercio y Minería de la Nación. Desde el 14 de diciembre de 1998 hasta marzo de 2000, integró como vocal el Consejo Directivo del Instituto Nacional de Tecnología Industrial (INTI).
Durante la presidencia de Eduardo Duhalde, entre el 15 de octubre de 2002 y el 25 de mayo de 2003, fue nombrado Secretario de Industria, Comercio y Minería de la Nación.

### Ministro de Producción de la Nación
El 16 de junio de 2018 fue nombrado por el presidente Mauricio Macri como ministro de Producción de la Nación. El 6 de septiembre de 2018 fue nombrado ministro de Producción y Trabajo, que abarcó el Ministerio de Trabajo, Empleo y Seguridad Social y el desplazamiento del Ministro Cabrera.Asumió con escenario industrial muy complejo por la crisis en el mercado interno, la licuación de ingresos de los trabajadores por la devaluación y la inflación, los altos costos internos de los insumos, altas tasas de interés y tarifas, junto a un fuerte ajuste fiscal. Su designación recibió apoyo de Eduardo Duhalde. Durante su primer año de gestión 14 de los 16 principales sectores industriales sufrieron caídas pronunciadas entre ellas la producción de los equipos de transporte y la industria automotriz, con caídas del 32,2 y 28,7 por ciento, respectivamente. La producción acumulada de equipos de transporte reflejó una caída del 47,7 por ciento respecto de 2018 mientras que la de vehículos cedió 22,7 por ciento. Durante su gestión se produjo escasez, desabastecimiento y fuertes subas de productos esenciales entre ellos aceite, manteca, leche etc. denuncias de venta de aceite en algunos locales condicionada a la adquisición de otro producto, y una caída d ella inversión.En 2016 cayó participación del complejo lácteo en el universo exportador argentino, las exportaciones de lácteos en volumen durante 2016 fueron un 18% menores a las del año anterior, con caídas en todos los rubros,la disminución de exportaciones fue del 26%, cayendo de 2.247 millones de litros equivalentes en 2015 a 1.647 millones en 2016. Entre 2015 y 2016, la exportación de quesos, excluida la mozzarella, cayó un 6% en volumen y un 15% en valor, en forma similar que el resto de los productos lácteos. 
En 2019 en una causa judicial que investiga la posible compra de votos por parte de Cambiemos la justicia imputó penalmente a Dante Sica y otros funcionarios del macrismo por el subsidio de 5000 pesos a desocupados con fines clientelares. La jueza María Servini había dictado una medida cautelar que impedía su reparto hasta después de los comicios. Más de la mitad de los fiscales electorales de Juntos por el Cambio en Formosa cobraron el subsidio. La maniobra conocida inicialmente de atracción de votos por medio de punteros: advirtió que casi un 54 por ciento del total de las mesas (que eran 1404) tenía fiscales de Juntos por el Cambio que habían resultado beneficiarios del bono. También fue imputado el delegado de la Agencia Territorial Formosa de la Secretaría de Trabajo nacional, al concejal municipal de Formosa por el PRO Miguel Montoya, y el diputado radical Ricardo Buryaile estos fueron los gestores del pago de los subsidios.
En 2019 fue denunciado junto a Mauricio Macri por extorsión, según la denuncia el expresidente y el ministro coaccionó a profesionales cordobeses a través de una asociación ilícita en la que participaron el ministro de Producción Dante Sica y el exsecretario de Trabajo macrista Jorge Triaca formando una asociación ilícita para extorsionar y coaccionar abogados del fuero laboral de ese país, encabezada por el presidente Mauricio Macri y funcionarios. La denuncia detectó irregularidades en Córdoba, con mis clientes y más de 100 profesionales entre abogados, empresarios, contadores, médicos, escribanos, que fueron detenidos arbitraria y hubo reuniones entre el propio Presidente, con Sica y Triaca para llevar a cabo la ofensiva.
Ante la creciente inflación, Sica se manifestó en contra de las políticas de control de precios.
En 2016 el Gobierno bajó el arancel de importación de computadoras, tanto de PC como notebooks y sus componentes, a partir de enero de 2017, lo que encendió la alarma entre los empresarios del sector, advirtiendo que se pondrían en riesgo 12 mil puestos de trabajo en la industria. La medida de bajar de los derechos de importación para bienes tecnológicos del 35 por ciento actual a cero en 2018 fue criticada por diversos sectores de la industria. Según datos de Camoca (Cámara de Máquinas de Oficina, Comerciales y Afines), la medida del gobierno de Macri causó unos 6000 despidos en todo el país, siendo las más afectadas fueron las Pyme del interior, al mismo tiempo cerraron 200 firmas. Finalmente la política fue rectificada En el cuarto trimestre de 2017 la tasa de desempleo alcanzó el 7.2%, un descenso de 2 puntos respecto a la tasa de 9,2 % del primer trimestre del mismo año, con más de 400.000 empleos perdidos según cifras difundidas en marzo de 2018 por el INDEC. Durante su gestión varios rubros productivos mostraron un retroceso la industria láctea cayo un 22,3% interanual, y acumuló en el primer semestre una pérdida de producción del 14%, junto con una caída en la producción de azúcar con el 14,4% mientras que las carnes rojas que disminuyeron un 11,5%.

## Actualidad
Tras dejar su cargo público, regresó a la actividad privada en la consultora ABECEB. Asesora a empresas y organismos en macroeconomía  En 2019 recibió la Gran Cruz de la Orden de Río Branco
de parte del gobierno de Brasil a quienes contribuyen a estrechar las relaciones con la Argentina.
Durante las elecciones de 2023 fue asesor económico de la candidata Patricia Bullrich.

## Controversias
Cuando se anunció su nombramiento como ministro, la Oficina Anticorrupción señaló posibles incompatibilidades porque la consultora ABECEB, fundada y dirigida por Sica, tenía por entonces contratos con el Estado Nacional y la Provincia de Buenos Aires. 
En 2019, el ministro Sica, el Secretario de Empleo Fernando Primoli, el concejal municipal de Formosa Miguel Montoya y el diputado nacional Ricardo Buryaile fueron denunciados por la presunta entrega de subsidios con fines clientelares.  Posteriormente, Sica y Premoli fueron sobreseídos.
En noviembre de 2019, fue denunciado junto a Mauricio Macri y Jorge Triaca por la presunta coacción a profesionales cordobeses.
En 2020, Dante Sica y su antecesor Francisco Cabrera fueron relacionados con un sistema de recaudación ilegal a partir de una denuncia al exfuncionario Rodrigo Sbarra. Si bien se hizo mención de los exministros en la cobertura periodística del caso, la denuncia del diputado del Frente de Todos Rodolfo Tailhade no señala a Cabrera y a Sica entre los presuntos responsables.

## Publicaciones

### Autor
- Industria y territorio: un análisis para la provincia de Buenos Aires. CEPAL. 2001. ISBN 9213216955.
- En busca de la escuela perdida. Educación, crecimiento y exclusión social en la Argentina del siglo XXI. Siglo XXI. 2002. ISBN 9789871013098. Con Alieto Aldo Guadagni y Miguel Angel Cuervo

- Economía y Crisis Internacional. Edicon. 2010. ISBN 9789876600347. Con Daniel García Delgado, Jorge Remes Lenicov, Juan Carlos Herrera, Mario Damill y Roberto Frenkel Coordinador: Ignacio Chojo Ortiz

- Lo que se pensó y escribió sobre políticas públicas en 2017. Universidad Nacional de La Plata. 2018. ISBN 9789503415993. Con Marcelo Jorge Garriga, Walter Rubén Rosales y Norberto Oscar Mangiacone

### Entrevistado
- Democracia y desarrollo, desafíos y propuestas para una Argentina posible. Planeta. 2015. ISBN 9789504944478. Autores: Martín Etchevers y Marcos Novaro
- Trabajar para el futuro, 50 años de la OIT en Argentina. OIT. 2019. ISBN 9789871013098. Autor: Pablo María Sorondo